# Мима (город)
Мима (яп. 美馬市 Мима-си) — город в Японии, находящийся в префектуре Токусима. Площадь города составляет 367,38 км², население — 30 701 человек (1 августа 2014), плотность населения — 83,57 чел./км².

## Географическое положение
Город расположен на острове Сикоку в префектуре Токусима региона Сикоку. С ним граничат города Такамацу, Сануки, Миёси, Ава, Йосиногава и посёлки Манно, Мики, Цуруги, Камияма, Нака.

## Население
Население города составляет 30 701 человек (1 августа 2014), а плотность — 83,57 чел./км². Изменение численности населения с 1980 по 2005 годы:
| 1980 | 41 642 чел. |  |
| 1985 | 40 689 чел. |  |
| 1990 | 39 159 чел. |  |
| 1995 | 38 202 чел. |  |
| 2000 | 36 632 чел. |  |
| 2005 | 34 565 чел. |  |

## Символика
Деревом города считается Salix babylonica, цветком — лагерстрёмия индийская, птицей — большой пёстрый дятел.